# 索莱勒泰勒
索莱勒泰勒（法語：Sault-lès-Rethel，法語發音：[so lɛ ʁətɛl]，意为“勒泰勒附近的索”）是法国阿登省的一个市镇，属于勒泰勒区。

## 地理
索莱勒泰勒（49°29'44"N, 4°21'56"E）面积6.45 平方千米，位于法国大東部大區阿登省，该省份为法国北部内陆省份，西接埃纳省，南至马恩省，东临默兹省，北与比利时接壤。
与索莱勒泰勒接壤的市镇（或旧市镇、城区）包括：阿西罗芒斯、比耶尔姆、佩尔特、勒泰勒、塔尼翁。

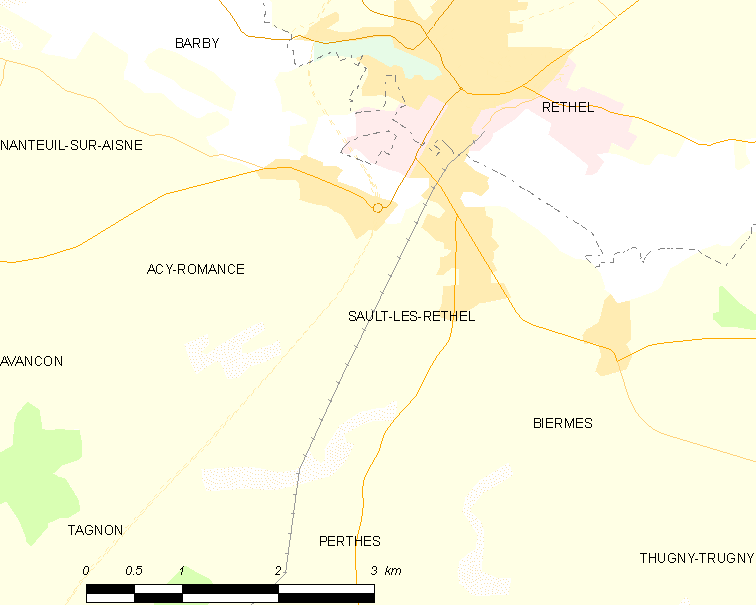
索莱勒泰勒的OSM定位图

索莱勒泰勒的时区为UTC+01:00、UTC+02:00（夏令时）。

## 行政
索莱勒泰勒的邮政编码为08300，INSEE市镇编码为08403。

## 政治
索莱勒泰勒所属的省级选区为勒泰勒县。

## 人口

1962-2008年间索莱勒泰勒人口变化图示

索莱勒泰勒于2022年1月1日时的人口数量为1932人。